# Eudorcas albonotata
La gacela de Mongalla (Eudorcas albonotata) es una especie de mamífero bóvido perteneciente al género Eudorcas. Habita en las llanuras inundables y sabanas al este de Sudán del Sur. Anteriormente se consideraba una subespecie de la gacela de Thomson (Eudorcas thomsonii). Como esta especie, tiene un ciclo anual de migración.
Se encuentra clasificada en un estado de preocupación menor, ya que sus poblaciones, aunque restringidas a una región muy concreta y muy fluctuantes, son numerosas, entre 100 000 y 278 000 individuos, y no parece que estén disminuyendo. Sin embargo, esta situación puede cambiar debido a que en su zona de distribución no existen áreas protegidas.